# Новосёлов, Александр Ефремович
Алекса́ндр Ефре́мович Новосёлов (5 [17] ноября 1884, Железинский, Семипалатинская область — 23 сентября 1918, Омск, Акмолинская область) — русский писатель, этнограф, государственный и политический деятель, министр внутренних дел Временного правительства автономной Сибири, член партии социалистов-революционеров.

## Биография
Родился в семье казачьего офицера. Окончил пансион казачьего войска, после чего как способный ученик был отправлен в Омский кадетский корпус, где обучался в 1896—1901 годах, однако, не доучившись, ушёл из 7-го, последнего, класса, не сдав выпускные экзамены. Почти два года после этого он жил в родном посёлке, много читал, увлёкся философией. Впоследствии сдал экстерном экзамены на звание учителя и стал в преподавателем в посёлке Надеждинский, недалеко от Петропавловска, а затем в Омском пансионе казачьего войска, где работал в 1907—1917 гг. Дослужился до коллежского асессора.
В Омске Новосёлов сформировался и как писатель, и как учёный-этнограф. Он часто путешествовал по Алтаю и Киргизской степи. В 1912—1914 гг. совершил три ежегодные поездки на Алтай для изучения истории и быта старообрядцев-поляков. Стал действительным членом Западно-Сибирского отдела (Омск) Русского географического общества, собирал этнографический материал, записывал русский и киргизский фольклор, публиковал свои работы в печати Сибири. Так, в периодическом сборнике «Сибирские вопросы» № 18 опубликована статья «Иртышский казак», в «Известиях Западно-Сибирского географического общества» (1913, т. 1, вып. 2) работа «У старообрядцев Сибири». Творчество писателя изучено слабо, и есть все основания полагать, что публикаций было намного больше.
В 1915 г., во время празднования 80-летия Г. Н. Потанина, Новоселов выступил на торжественном заседании ЗСОРГО с обобщающим докладом «Задачи сибирской этнографии», в котором поставил вопрос об изучении взаимной ассимиляции переселенцев и старожилов. Последние, по мнению Новоселова, представляют собой не отдельный славянский народ, а особый этнографический тип русских, который сформировался в суровых климатических условиях и в силу борьбы с ними отличается крепким здоровьем и безграничной любовью к свободе. При этом столыпинскую колонизацию степи Новоселов характеризовал как хаотичный и безостановочный процесс, который разоряет как казахов, так и сибирских казаков.
Собственно литературную деятельность Новосёлов начал с 19-летнего возраста. Первый из его известных нам рассказов — «Катька» — опубликован в газете «Степной край» за 1903 год (№ 99). Затем он неоднократно выступал с мелкими статьями и зарисовками в семипалатинских газетах. С 1909 по 1915 годы Новосёлов постоянно работал в газете «Омский вестник», журналах «Думы» (Омск), «Жизнь Алтая» (Барнаул). Очерки образуют обширные циклы: «Степные картинки», «Алтайские этюды», «Дорожный кинемо». Известны рассказы писателя «Катька», «Лёгкая жизнь», «На пасеке», «Дурман», «Экзамен», «Подсидел», «Смерть Атбая», «Прекрасная Гуяльдзира», «Сто рублей», «Илья Кузьмичев», «У архиерея» и другие. Талант писателя заметил Максим Горький и опубликовал ряд его произведений в своём журнале «Летопись». В их числе и лучшее произведение писателя — повесть «Беловодье». К 1917 г. Новоселов сложился как талантливый писатель, знакомый с бытом казаков, старообрядцев, казахов и сибирских крестьян, которого даже называли «сибирским Львом Толстым». Новоселов активно выступал за право на существование автономной сибирской литературы.
Писатель был полон творческих планов и замыслов, когда в стране началась революция, и он увлёкся политической деятельностью. В июне 1917 года Новосёлов вступил в партию эсеров, поскольку она отличалась отсутствием политического догматизма. Также он стал редактором двух газет — «Известий Омского коалиционного комитета» и «Сибирских войсковых ведомостей». С сент. 1917 года — комиссар Временного правительства по Акмолинской области и Степному краю. К концу 1917 года являлся председателем Омской организации партии социал-революционеров, председателем Омского коалиционного комитета и членом центрального Сибирского организационного комитета.
Принимал участие в декабрьском чрезвычайном областном съезде как делегат от Омской городской думы и Акмолинского губкома ПСР, где вместе с Г. Н. Потаниным, П. Я. Дербером, М. Б. Шатиловым и Е. В. Захаровым был избран в состав Временного сибирского областного совета, который получил поддержку меньшевиков, эсеров, националистов, земств и кооператоров и не признавал легитимности Октябрьского переворота и разгона Учредительного собрания. Новоселов сосредоточился на подготовке созыва Сибирской областной думы, которая в силу противодействия большевиков открылась нелегально в кон. янв. 1918 г. На сессии было избрано Временное Сибирское правительство, в котором Новосёлов получил пост главы МВД. Правительство немедленно эвакуировалось на Дальний Восток.
В Харбине правительство Дербера пыталось добиться поддержки со стороны стран Антанты. После свержения советской власти оно обосновалось 29 июня во Владивостоке и переименовало себя во «Временное правительство автономной Сибири» (сокр. ВПАС). Однако уже на следующий день группа оставшихся в Сибири министров (П. В. Вологодский, Вл. М. Крутовский, М. Б. Шатилов, Г. Б. Патушинский, И. А. Михайлов, И. И. Серебренников) с санкции председателя Сибоблдумы И. А. Якушева образуют конкурирующее Временное Сибирское правительство (сокр. ВСП). Первое время ВСП признавало свою подотчетность ВПАС и 1 августа 1918 г. в Омск направляются министры ВПАС А. Е. Новоселов и С. А. Кудрявцев, однако они сильно задерживаются в связи с необходимостью дождаться очистки Транссиба от остатков сил большевиков. К нач. осени ВСП окрепло настолько, что Вологодский отправился на Дальний Восток с целью ликвидации конкурирующих правительств, в том числе ВПАС. При встречах с Вологодским в Иркутске 12 сентября и с Крутовским 14 или 15 сентября на станции Тайга Новоселов высказывал желание как можно скорее отойти от политической деятельности и вернуться к литературе.
Прибыв в Омск, Новоселов оказался втянут в попытку эсеров получить власть в правительстве путем введения в его состав новых лиц. И. Якушев и М. Шатилов требовали от И. Михайлова, лидера правого крыла правительства, включить в работу Новоселова как избранного ещё в январе министра и как получившего мандат от самого ВСП. В ночь на 21 сентября 1918 года писатель были арестован по распоряжению начальника Омского гарнизона В. И. Волкова. Вместе с ним были арестованы Крутовский и Шатилов, но они подписали заранее подготовленные прошения об отставке и покинули Омск в течение суток. Дело же Новосёлова В. И. Волков было направил в прокурору Омской судебной палаты в связи с обвинением в непротивлении большевикам в 1917 г., когда они захватывали власть в Омске. 23 сентября было получено распоряжение прокурора о заключении Новосёлова в тюрьму. Доставить арестованного в тюрьму было поручено офицерам для поручений при прокуроре: подполковнику Александру Семенченко и хорунжему Владимиру Мефодьеву. В 5 часу вечера Семченко и Мефодьев представили начальнику гарнизона рапорт, в котором сообщали, что Новосёлов был застрелен ими в загородной роще при попытке к бегству. После проведения следствия прокурорский надзор принял решение арестовать Семченко и Мефодьева, но они к тому времени уже скрылись. Похоронен при большом стечении народа в Омске на Казачьем кладбище. Резонанс от убийства прокатился по всей Сибири и поколебал престиж ВСП, однако из-за противодействия военных следствие зашло в тупик и в итоге была лишь назначена пенсия вдове писателя.